# خانه شرکت ملی نفت در لندن
خانهٔ شرکت ملی نفت ایران، نام ساختمانی در لندن، انگلستان است. این ساختمان در خیابان ویکتوریا و مشرف به میدان پارلمان و کاخ وست‌مینستر قرار دارد و با چشم‌اندازی خیره‌کننده از ساعت بیگ‌بِن، به عنوان یکی از بهترین مکان‌های اداری در قلب لندن شناخته می‌شود. این ساختمان در دوران سلطنت محمدرضا شاه پهلوی برای شرکت ملی نفت ایران خریداری شده بود.

## مصادره
در پی محکومیت شرکت ملی نفت ایران به پرداخت ۲.۴ میلیارد دلار به شرکت کرسنت در اواخر تابستان ۱۴۰۰، دیوان عالی بریتانیا رای به مصادره این ساختمان به عنوان بخشی از خسارت شرکت کرسنت را داد.